# Partit Popular Democràtic del Kurdistan
El Partit Popular Democràtic del Kurdistan fou un partit polític kurd, sorgit el 1979 quan Sami Abdurrahman, per un conflicte amb Idris Barzani (fill de Mustafà Barzani), es va escindir del Partit Democràtic del Kurdistan i va formar un nou partit.
El 1988 va integrar-se en el Front del Kurdistan Iraquià i va ajudar a organitzar les eleccions del 19 de maig de 1992 en les que va participar obtenint 9.903 vots (1%) i cap escó. L'agost de 1992 es va unir a l'Aliança Popular del Kurdistan Socialista PASOK (ara rebatejada Partit de la Independència del Kurdistan) i al Partit Socialista del Kurdistan, formant el Partit de la Unitat del Kurdistan.
El 1993, encara liderat per Sami Andurrahman, i junt amb els seus aliats, es va reintegrar al Partit Democràtic del Kurdistan.